# La Faloise
La Faloise és un municipi francès situat al departament del Somme i a la regió dels Alts de França. L'any 2007 tenia 239 habitants.

## Demografia

### Població
El 2007 la població de fet de La Faloise era de 239 persones. Hi havia 88 famílies de les quals 24 eren unipersonals (24 dones vivint soles i 24 dones vivint soles), 20 parelles sense fills, 40 parelles amb fills i 4 famílies monoparentals amb fills.
La població ha evolucionat segons el següent gràfic:
Habitants censats

### Habitatges
El 2007 hi havia 107 habitatges, 94 eren l'habitatge principal de la família, 8 eren segones residències i 5 estaven desocupats. Tots els 107 habitatges eren cases. Dels 94 habitatges principals, 80 estaven ocupats pels seus propietaris, 10 estaven llogats i ocupats pels llogaters i 4 estaven cedits a títol gratuït; 6 tenien dues cambres, 15 en tenien tres, 24 en tenien quatre i 49 en tenien cinc o més. 28 habitatges disposaven pel capbaix d'una plaça de pàrquing. A 32 habitatges hi havia un automòbil i a 54 n'hi havia dos o més.

### Piràmide de població
La piràmide de població per edats i sexe el 2009 era:
| Homes | Edats   | Dones |
| ----- | ------- | ----- |
| 0     | 95 o +  | 0     |
| 0     | 90 a 94 | 0     |
| 4     | 85 a 89 | 0     |
| 0     | 80 a 84 | 8     |
| 12    | 75 a 79 | 4     |
| 4     | 70 a 74 | 4     |
| 0     | 65 a 69 | 16    |
| 0     | 60 a 64 | 0     |
| 4     | 55 a 59 | 0     |
| 8     | 50 a 54 | 12    |
| 12    | 45 a 49 | 4     |
| 12    | 40 a 44 | 12    |
| 4     | 35 a 39 | 0     |
| 8     | 30 a 34 | 8     |
| 0     | 25 a 29 | 8     |
| 4     | 20 a 24 | 8     |
| 4     | 15 a 19 | 8     |
| 16    | 10 a 14 | 4     |
| 4     | 5 a 9   | 4     |
| 4     | 0 a 4   | 0     |

## Economia

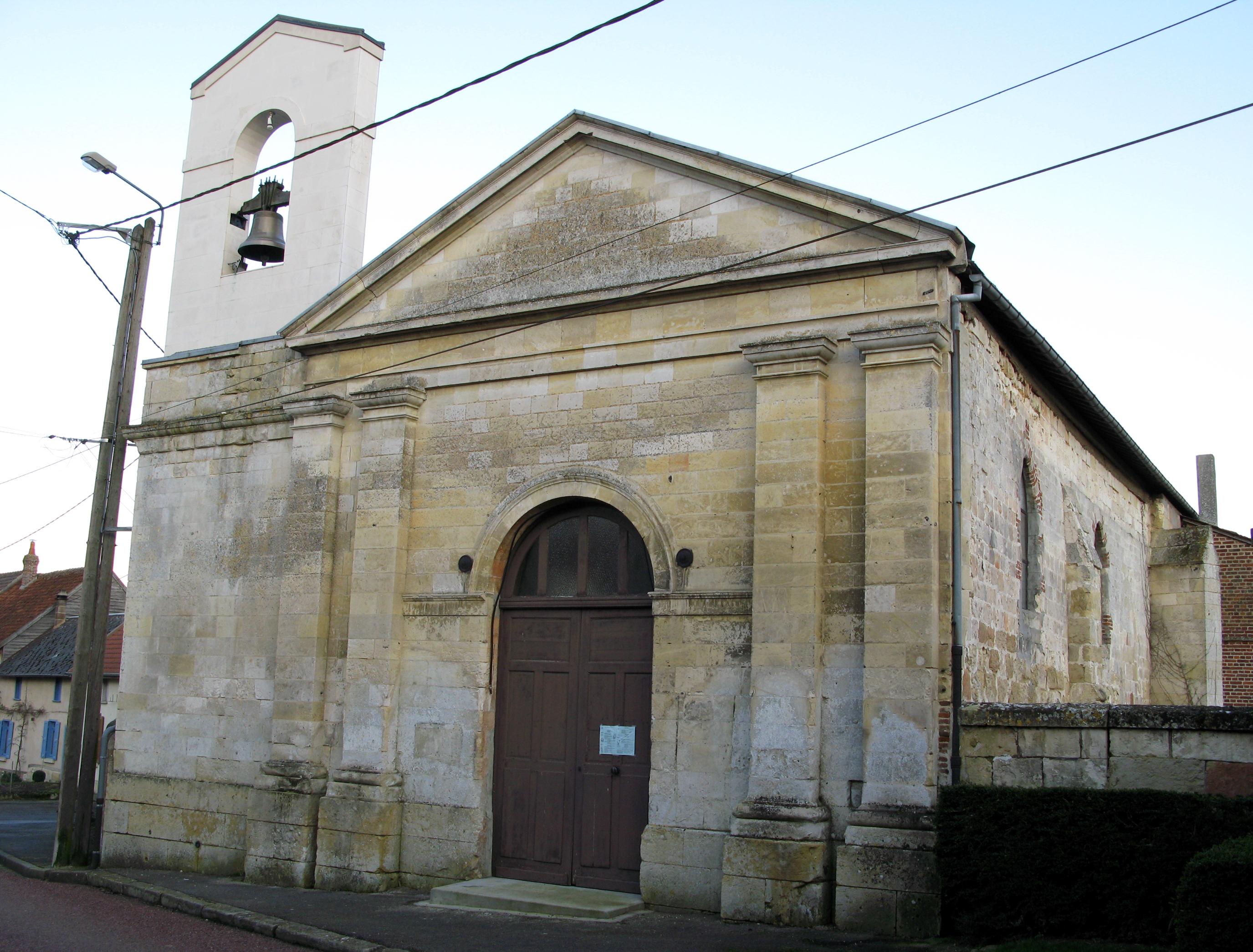

El 2007 la població en edat de treballar era de 156 persones, 115 eren actives i 41 eren inactives. De les 115 persones actives 101 estaven ocupades (60 homes i 41 dones) i 14 estaven aturades (7 homes i 7 dones). De les 41 persones inactives 13 estaven jubilades, 12 estaven estudiant i 16 estaven classificades com a «altres inactius».

### Ingressos
El 2009 a La Faloise hi havia 85 unitats fiscals que integraven 212,5 persones, la mediana anual d'ingressos fiscals per persona era de 16.771 €.

### Activitats econòmiques

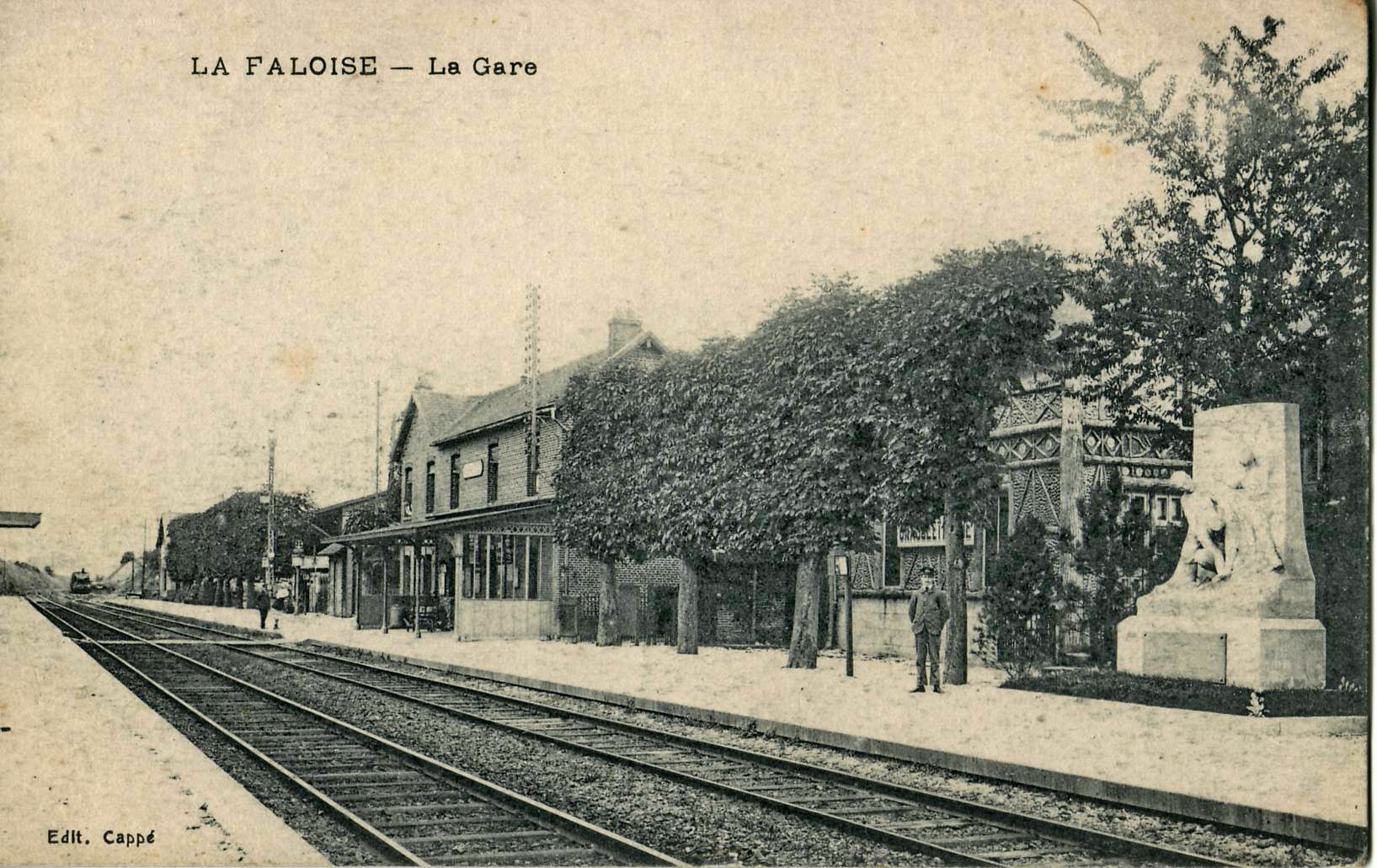

Dels 8 establiments que hi havia el 2007, 1 era d'una empresa de construcció, 2 d'empreses de comerç i reparació d'automòbils, 1 d'una empresa de transport, 2 d'empreses d'hostatgeria i restauració, 1 d'una empresa financera i 1 d'una empresa classificada com a «altres activitats de serveis».
Dels 4 establiments de servei als particulars que hi havia el 2009, 1 era una oficina de correu, 1 lampisteria i 2 restaurants.
L'any 2000 a La Faloise hi havia 7 explotacions agrícoles.

## Equipaments sanitaris i escolars
El 2009 hi havia una escola elemental integrada dins d'un grup escolar amb les comunes properes formant una escola dispersa.

## Poblacions més properes
El següent diagrama mostra les poblacions més properes.